# Contea di Ward (Texas)
La contea di Ward in inglese Ward County è una contea dello Stato del Texas, negli Stati Uniti. La popolazione al censimento del 2010 era di 10 658 abitanti. Il capoluogo di contea è Monahans La contea è stata creata nel 1887 ed organizzata nel 1892. Il suo nome deriva da Thomas William (Peg Leg) Ward, un soldato della Guerra d'indipendenza del Texas.

## Geografia
| Anno | Popolazione | ±%       |
| ---- | ----------- | -------- |
| 1890 | 77          | Note:    |
| 1900 | 1,451       | 1,784.4% |
| 1910 | 2,389       | 64.6%    |
| 1920 | 2,615       | 9.5%     |
| 1930 | 4,599       | 75.9%    |
| 1940 | 9,575       | 108.2%   |
| 1950 | 13,346      | 39.4%    |
| 1960 | 14,917      | 11.8%    |
| 1970 | 13,019      | −12.7%   |
| 1980 | 13,976      | 7.4%     |
| 1990 | 13,115      | −6.2%    |
| 2000 | 10,909      | −16.8%   |
| 2010 | 10,658      | −2.3%    |

Secondo l'Ufficio del censimento degli Stati Uniti d'America la contea ha un'area totale di 836 miglia quadrate (2170 km²), di cui 836 miglia quadrate (2170 km²) sono terra, mentre 0,2 miglia quadrate (0,52 km², corrispondenti allo 0,03% del territorio) sono costituiti dall'acqua

### Strade principali
- Interstate 20
- State Highway 18
- State Highway 115
- State Highway 329

### Contee adiacenti
- Winkler County (nord)
- Ector County (nord-est)
- Crane County (est)
- Pecos County (sud)
- Reeves County (ovest)
- Loving County (nord-ovest)

## Amministrazione
Un'area non incorporata nei pressi di Pyote è sede della Pyote Air Force Base. La struttura ospitava il carcere giovanile West Texas State School, gestita dalla Commissione Giovanile del Texa (Texas Youth Commission), fino a quando il centro di detenzione chiuse i battenti nel 2010.